# Alexander Schippel
Alexander Schippel (* 3. Januar 1979 in Berlin) ist ein deutscher Fotograf und Fotojournalist.

## Leben
Schippel ist der Sohn der Philologin  Larisa Schippel und des Politökonomen  Günter Schippel. Nach seinem Realschulabschluss absolvierte er von 1997 bis 2000 an der Freien Universität Berlin eine Ausbildung zum Fotografen. Anschließend arbeitete Schippel freiberuflich.
Von 2001 bis 2003 lebte Schippel in Schwerin. Dort entstanden Arbeiten über Schwerin, Wismar und Umgebung, wo er vorrangig Landschaften, Architektur und Stadtansichten fotografierte. Im Jahr 2004 gründete er das Atelier Schippel und wandte sich zunehmend der künstlerischen Fotografie zu. In dieser Zeit entstanden neben einer Reihe von Kalendern Architekturaufnahmen von Berlin und Ostdeutschland, wie auch eine Portraitserie über Brandenburger Künstler, darunter den Bildhauer Werner Stötzer, die Pianisten Siegfried und Michael Stöckigt, den Regisseur Wolfgang Kohlhaase, den Komponisten Georg Katzer.
Schippel fotografiert vorrangig mit einer Sinar 4x5″ Großbildkamera. Er arbeitet mit speziellen Materialien und Chemikalien wie z. B. infrarotempfindlichen Filmen. Neben der zeitgenössischen Fotografie beschäftigt sich Alexander Schippel mit der Aufarbeitung von Glasplatten aus der Zeit von 1920 bis 1945.

## Veröffentlichungen
- Staatsoper Berlin 2010–2017.  Dom Publishers, Berlin 2017, ISBN 978-3-86922-654-5.
- Lausitz – Landschaft mit neuem Gesicht (als Co-Autor). Imhof, Peterberg 2011, ISBN 3-86568-538-2.
- Mit Yamin von Rauch und Jochen Visscher (Hrsg.): Der Potsdamer Platz – Urbane Architektur für das neue Berlin / Urban architecture for a new Berlin. Jovis, Berlin 2000, ISBN 3-931321-95-9.